# 분홍 소시지
분홍 소시지(粉紅sausage)는 한국의 어육 소시지이다. 생선살(연육)과 여러 가지 고기 및 녹말을 사용해 소시지 맛이 나도록 만들었으며, 1960 ~ 70년대에 가정식 및 도시락 반찬으로 인기가 좋았다. 달걀물을 입혀 전처럼 부쳐 먹는 경우가 많다.

## 역사
평화상사가 1963년 생선과 녹말을 섞은 어육 혼합 소시지를 생산하기 시작했다. 당시의 분홍 소시지는 녹말 40%, 연육 35%로 만들었다.

## 사진

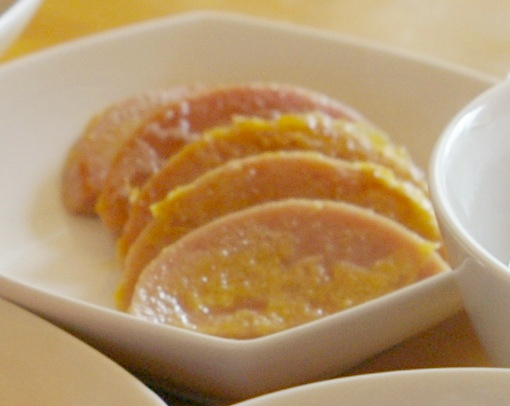
분홍소시지전
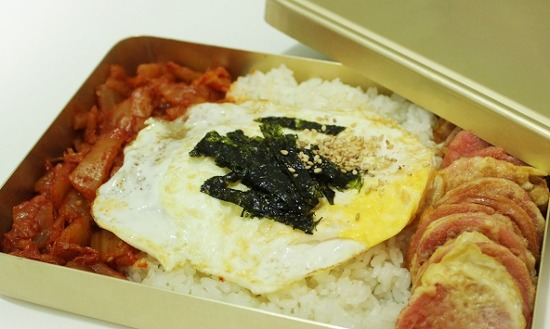
분홍소시지전이 있는 옛날도시락

## 같이 보기
- 햄 소시지